# Gramzow
Gramzow est une commune allemande de l'arrondissement d'Uckermark, Land de Brandebourg.

## Géographie
Le territoire de Gramzow comprend les lacs suivants : Klostersee (ou Haussee), Kantorsee, Schulzensee, Glambecksee, les Großer et Kleiner Kuhsee.
La commune comprend les quartiers de Gramzow, Lützlow, Meichow et Polßen.
| Uckerfelde   | Randowtal  |         |
| Oberuckersee | Gramzow    | Casekow |
|              | Angermünde | Zichow  |

Gramzow se trouve sur la Bundesstraße 198, la Bundesstraße 166 passe sur son territoire.

## Histoire
Lors des fouilles préparatoires à la construction du pipeline OPAL, on découvre près de Neumeichow un groupe de sept tombes slaves de la première moitié du XIIe siècle.
Gramzow est mentionné pour la première fois en 1168 sous le nom de "villa Gramsowe". L'abbaye des prémontrés est fondée en 1177. En 1714, l'église abbatiale brûle. À ce jour, seule une partie du mur ouest est préservée.
En 1687, des huguenots s'installent à Gramzow et exercent leur culte dans l'église abbatiale.
Le 31 décembre 2001, Lützlow, Meichow et Polßen fusionnent avec Gramzow.

## Personnalités liées à la commune
- Bernhard Kohlreif (1605–1646), recteur du lycée berlinois du monastère franciscain
- Franz Theremin (1780–1846), théologien protestant et poète
- Bernhard von Schkopp (1817–1904), général prussien
- Anna Karbe (1852–1875), poétesse
- Hermann Remané (1864–1932), ingénieur électrique
- Paul Hellmann (1889–1964), officier de marine
- Herbert Brumm (1909–1985), écrivain et photographe
- Curt-Jürgen Heinemann-Grüder (1920–2010), pasteur
- Walter Bredendiek (1926–1984), théologien protestant
- Annegret Hahn (née en 1951), metteuse en scène

## Source, notes et références
- (de) Cet article est partiellement ou en totalité issu de l’article de Wikipédia en allemand intitulé « Gramzow » (voir la liste des auteurs).